# Югославянская социал-демократическая партия
Югославянская социал-демократическая партия (словен. Jugoslovanska socialdemokratska stranka, хорв. Jugoslavenska socijaldemokratska stranka, JSDS) ― социалистическая политическая партия в Словении и Истрии в Австро-Венгрии и Королевстве Югославия.

## Описание

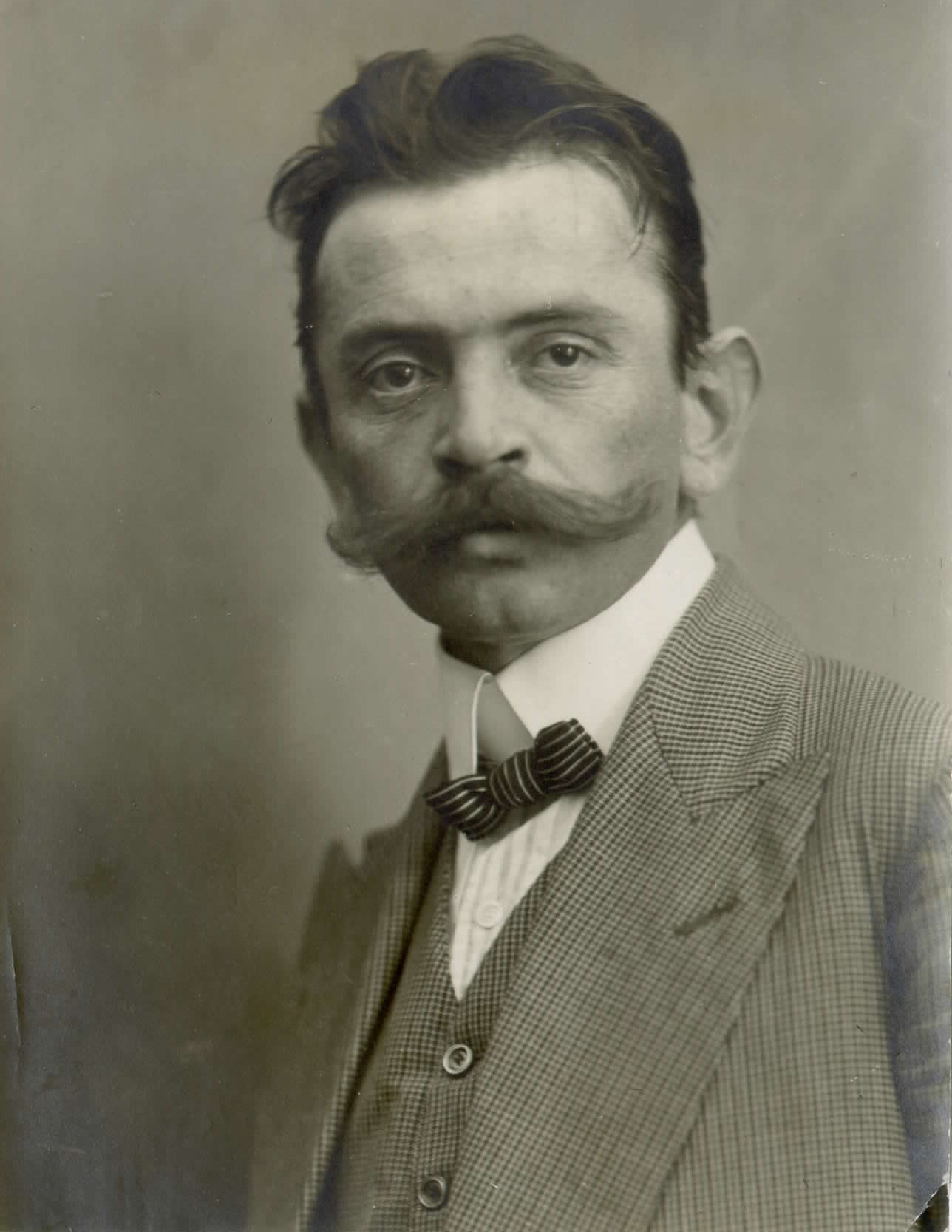
Иван Цанкар, один из самых известных словенских авторов, член JSDS

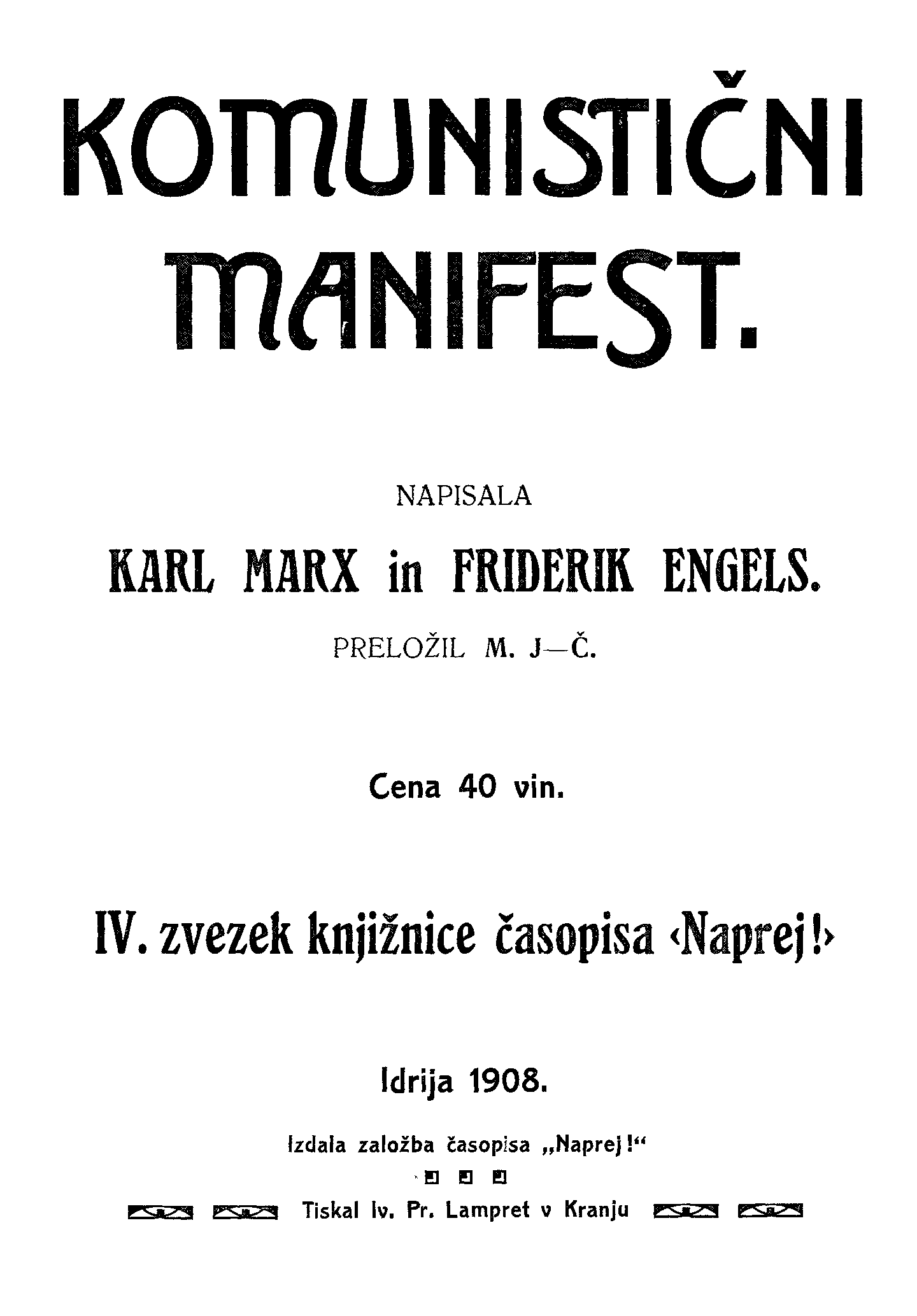
Словенский перевод «Коммунистического манифеста» Маркса и Энгельса, изданный в крайнском шахтёрском городке Идрия в 1908 году.

Была основана в 1898 году в Триесте (по другим данным, в 1896 году в Любляне, Словения) как партия, призванная объединить трудящихся всех южноославянских земель Австро-Венгрии; по факту, включала социал-демократию словенских земель Цислейтании (но не Словенской Каринтии и Мариборского округа Штирии), а также хорватских Далмации и Истрии.
В основу деятельности ЮСДП, принятой в состав Социал-демократическую партию Австрии, была положена Хайнфельдская программа последней 1889 года. В качестве стратегической цели социал-демократы декларировали демонтаж деспотической капиталистической системы в пользу более равноправного и справедливого социального строя без эксплуатации человека человеком, хотя они также преследовали меньшие, тактические цели: помощь рабочему классу, демократизацию политической жизни, введение всеобщего и равного избирательного права и т. д.
В духе австромарксизма в национальном вопросе партия исходила из программы «культурно-национальной автономии», среди авторов которой был и один из лидеров ЮСДП Этбин Кристан. В 1909 году на конференции социал-демократов югославянских земель Австро-Венгрии партия приняла «резолюцию Тиволи», призывающую к культурному и политическому объединению всех южных славян, при этом также выступая за ограниченную словенскую автономию.
ЮСДП основала множество синдикатов и рабочих кооперативов. Партия также поддерживала и организовывала всеобщие забастовки в Триесте, Есенице, Храстнике, Трбовле и других словенских городах. Хотя партия не обращалась к крестьянству (которое в её документах то приравнивалось к пролетариату, то рассматривалось как сплошь реакционно-консервативная масса), и хотя многие рабочие были увлечены либеральными и консервативными католическими партиями, ЮСДП постепенно росла в силе, масштабы её деятельности увеличивались. После того, как в Австро-Венгрии было введено всеобщее право голоса для мужчин, югославянские социал-демократы стали крупной политической силой, которую нельзя было игнорировать.
Перед Первой мировой войной под влиянием партии находилась значительная часть словенского промышленного пролетариата. Однако во время войны множество членов партии было мобилизовано в армию, и работа ЮСДП была парализована. Деятельность партии оживилась только к концу войны: идеолог партии Хенрик Тума выступил за прекращение военных действий и заключение компромиссного мира, более радикальные левые активисты (в том числе писатель Иван Цанкар), также выступая с антивоенных и интернационалистических позиций, призывали к превращению ЮСДП в боевую рабочую партию. В апреле 1920 года левые социал-демократы объединились с Социалистической рабочей партией Югославии (коммунистов); реформистская часть ЮСДП вместе со своими единомышленниками из Сербии и Хорватии вошла в 1921 в Социалистическую партию Югославии.

### Печатные издания
18 марта 1898 года в Триесте начал издаваться партийная газета «Rdeči prapor» («Красное знамя»). Его главными редакторами были Йосип Завертаник и Йосип Копач. 20 октября 1905 года редакция переехала в Любляну. Zarja (Рассвет) была основана в Любляне в 1911 году как ещё один партийный рупор. В 1914 году газета переместилась в Триест и перестала быть официальным партийным органом.

### Наследие
Между 1990 и 2002 годами Социал-демократическая партия Словении считала себя моральной и духовной наследницей Югославянской социал-демократической партии.

## Известные члены партии

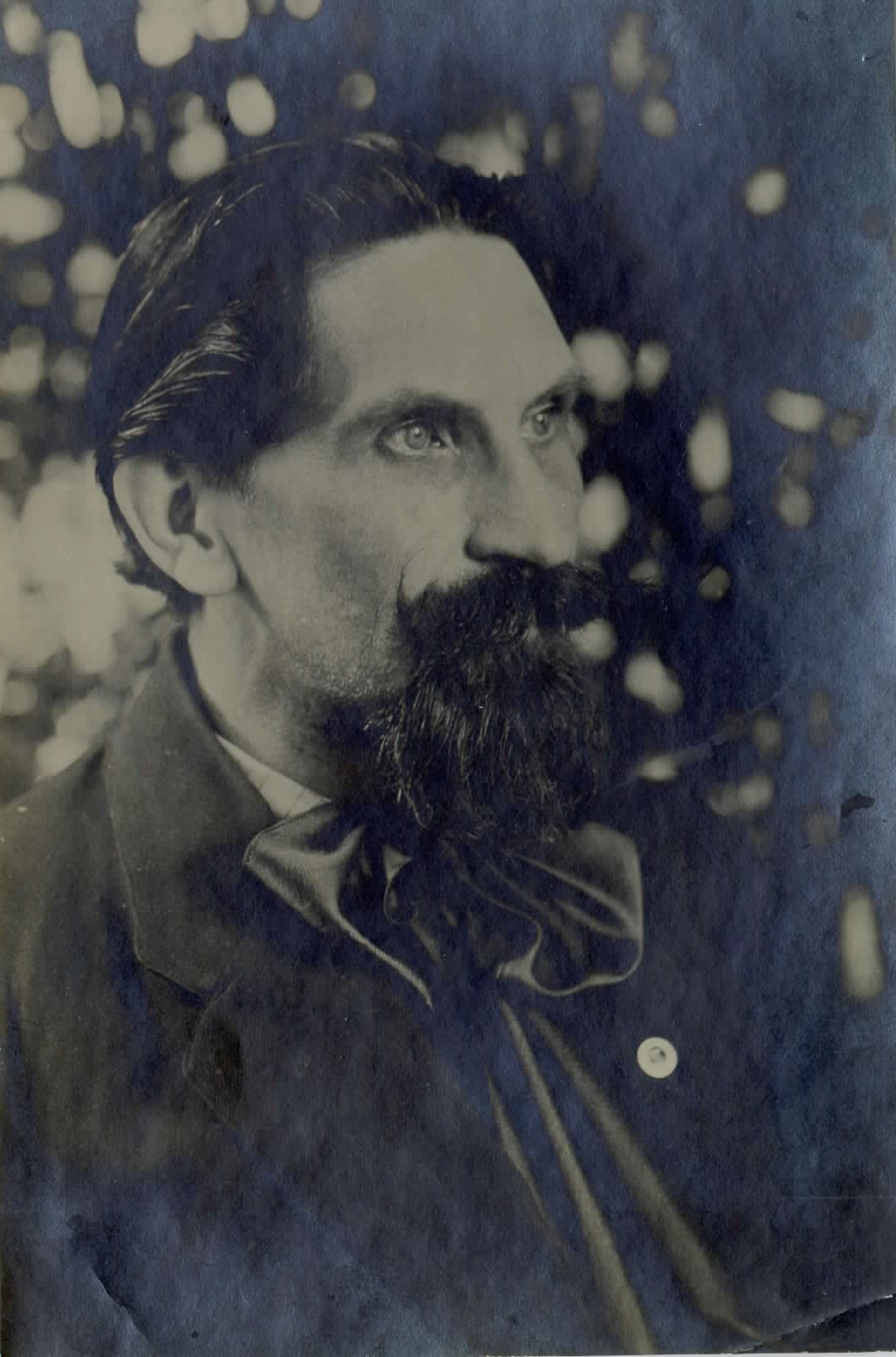
Этбин Кристан, один из крупнейших деятелей социал-демократической партии

- Этбин Кристан
- Хенрик Тума
- Йосип Ферфолья
- Антон Дермота
- Иван Цанкар
- Драготин Лончар
- Альбин Препелух
- Драготин Густинчич
- Лойз Крайгер
- Антон Кристан
- Рудольф Голоух
- Иван Регент